# Saint-Philbert-de-Grand-Lieu
Saint-Philbert-de-Grand-Lieu (bretonisch Sant-Filberzh-Deaz) ist eine französische Gemeinde mit 9392 Einwohnern (Stand 1. Januar 2022) im Département Loire-Atlantique in der Region Pays de la Loire. Die Bewohner werden Saint-Philibertains und Saint-Philibertaines genannt.

## Lage
Saint-Philbert-de-Grand-Lieu liegt etwa 27 Kilometer südwestlich von Nantes auf einer mittleren Höhe von etwa 25 Metern über dem Meer.

## Toponyme
Ursprünglich hieß der gallo-römische Ort Déas. Wann genau die Umbenennung in Saint-Philbert-le-Grand Lieu erfolgte, ist nicht bekannt; die erstmals belegte Erwähnung des neuen Ortsnamens entstammt einer Urkunde des Jahres 1258 (Sanctus Phelibertus de Grandi Lacu). Der Name des Ortes leitet sich einerseits ab vom hl. Philibert von Tournus (617/8–684), auf dessen lebzeitiges oder posthumes Wirken mehrere bedeutende Kirchenbauten in Frankreich zurückgehen – so z. B. die Abteikirchen von Jumièges (Normandie), Noirmoutier (Vendée) und Tournus (Burgund); der Namensbestandteil 'Lieu' (Lacu) verweist hingegen auf einen in der Nähe gelegenen See.

## Bevölkerungsentwicklung
| Jahr      | 1962 | 1968 | 1975 | 1982 | 1990 | 1999 | 2008 | 2017 |
| --------- | ---- | ---- | ---- | ---- | ---- | ---- | ---- | ---- |
| Einwohner | 3239 | 3341 | 3633 | 4255 | 5159 | 6251 | 7617 | 8921 |

Der Bevölkerungsanstieg in den letzten Jahrzehnten ist ganz wesentlich auf die Nähe zur Großstadt Nantes und die vergleichsweise niedrigen Mieten und Grundstückspreise in Saint-Philbert zurückzuführen.

## Wirtschaft
Die Wirtschaft des Ortes war jahrhundertelang auf die Selbstversorgung der Bevölkerung ausgerichtet. Mit dem Anwachsen der Einwohnerzahl von Nantes wurde auch für die dortigen Märkte produziert, was wegen der Entfernung jedoch nicht leicht zu bewerkstelligen war. Heute wird immer noch von einigen Bauern Feldwirtschaft betrieben, doch die meisten Anbauflächen werden für den Weinbau genutzt: Der Muscadet-Côtes de Grandlieu hat im Jahr 1994 eine eigene Appellation d’Origine Contrôlée (AOC) erhalten.

## Geschichte
In gallo-römischer Zeit war der Ort unter dem Namen Déas bekannt. Ein gewisser Magnobodus übergab ihn im späten 7. oder frühen 8. Jahrhundert an Ansoald, den Bischof von Poitiers, der ihn seinerseits der Benediktinerabtei Noirmoutier überantwortete. Um das Jahr 800 ließen sich einige Mönche aus Noirmoutier in Déas nieder und erbauten eine Klosterkirche. Im Jahre 836 wurden die Reliquien des hl. Philibert hierher transferiert, doch bereits wenige Jahre später (847) wurden Abtei und Klostergebäude während eines Normannenangriffs zerstört. Nach deren Abzug errichteten die Mönche eine neue Kirche, die – obwohl bei einem erneuten Angriff der Wikinger im Jahre 858 ebenfalls schwer beschädigt – noch immer zu sehen ist. Nach diesem erneuten Angriff verließen die Mönche von Déas zusammen mit den Reliquien des Heiligen den Ort und zogen nach Tournus im heutigen Burgund. Erst als von den Normannen keine Gefahr mehr drohte, kehrten einige Mönche im 11. Jahrhundert nach Déas zurück. Bis auf etwas Reliquienstaub verblieben die sterblichen Überreste des hl. Philibert jedoch in Tournus, wo sie noch immer verehrt werden.

## Sehenswürdigkeiten

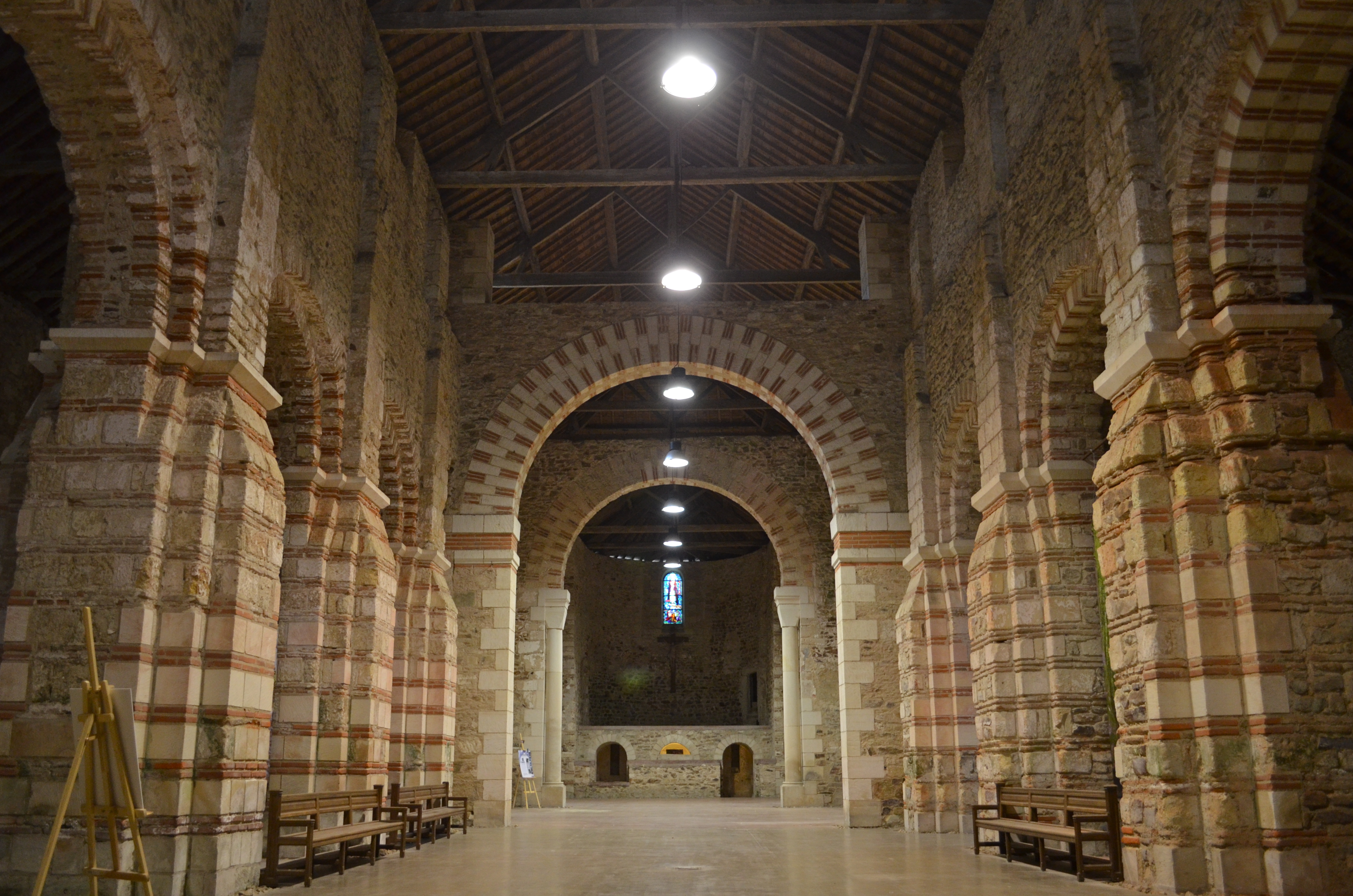
Inneres der ehemaligen Abteikirche

- Die im Äußeren unscheinbare ehemalige Abtei- bzw. Prioratskirche Saint-Philbert ist ein dreischiffiger und mit einem offenen Dachstuhl versehener karolingischer Bau aus dem 9. Jahrhundert, dessen Mittelschiffspfeiler und -bögen durch ihren zweifarbigen Steinwechsel beeindrucken – helle Hausteine wechseln sich ab mit roten Ziegelsteinen. Diese von den Römern entlehnte Mauerwerkstechnik findet sich an mehreren gallorömischen Bauten in Frankreich – so z. B. an einigen Türmen der Cité von Carcassonne oder an der Stadtmauer von Le Mans. Auf den ersten Blick erscheinen die Mittelschiffspfeiler etwas klobig und unproportioniert, doch bei genauem Hinsehen ist zu erkennen, dass jedes ihrer Bauglieder sich in den Arkadenbögen bzw. in den Wandvorlagen der aus Bruchsteinen errichteten Mittelschiffshochwand fortsetzt. Die gesamte Kirche ist nur wenig belichtet, was zum einen an den fehlenden Möglichkeiten einer Fensterverglasung gelegen haben mag, zum anderen aber auch in einer gewissen Wehrhaftigkeit des Bauwerks begründet ist, die nach der Zerstörung des ersten Kirchenbaues durch die Normannen wohl beabsichtigt war. Hinter bzw. unter der halbrunden Apsis befindet sich eine rechteckig ummantelte Krypta mit einem merowingischen Steinsarkophag. Wegen ihrer historischen und architekturhistorischen Bedeutung ist die ehemalige Abteikirche bereits seit dem Jahr 1896 als Monument historique[1] klassifiziert.
- Einige in Privatbesitz befindliche Schlösser (châteaux) und Herrensitze (manoirs) stehen auf dem Gemeindegebiet, doch sind sie allesamt nicht oder nur nach vorhergehender Anfrage an das Office de Tourisme zu besichtigen. Das Château de Monceau im Ortsteil Prissé stammt aus dem 17. und 18. Jahrhundert. Das Château des Bretaudières aus dem frühen 19. Jahrhundert ist seit 1997 als Monument historique[2] eingeschrieben.

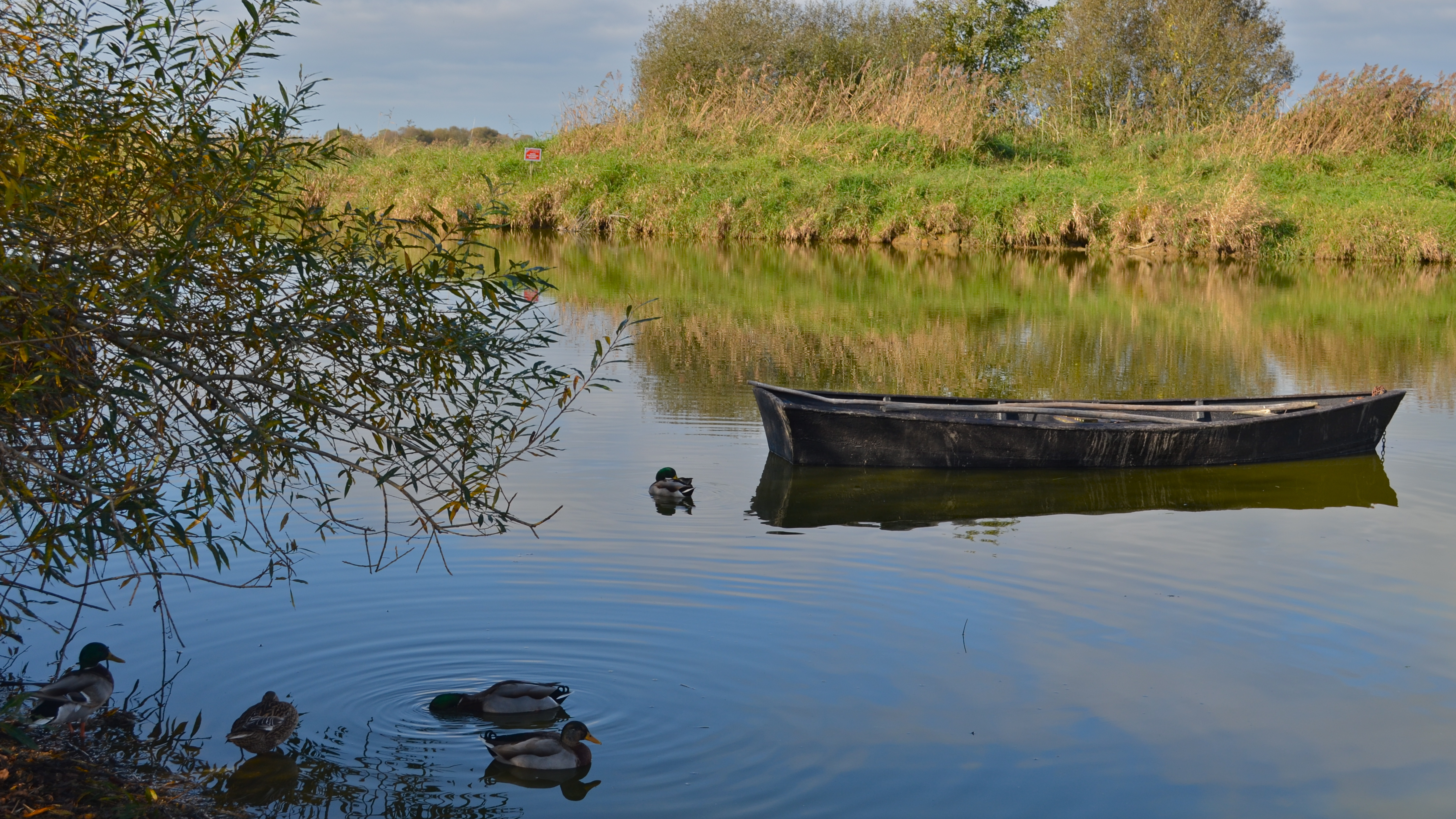
Lac de Grand-Lieu bei Passay

- Der maximal etwa 65 Quadratkilometer große, nur knapp über dem Meeresspiegel gelegene und entsprechend flache Lac de Grand Lieu befindet sich größtenteils auf dem Gemeindegebiet von Saint Philbert. Er ist – neben dem Lac du Bourget – der flächenmäßig größte natürliche See Frankreichs. Im Winter ist die Seeoberfläche wegen stärkerer Regenfälle und geringerer Verdunstung etwa doppelt so groß wie im Sommer. Fauna (Aale, Fische, Vögel etc.) und Flora (Schilf, Seerosen etc.) des Sees stehen unter Naturschutz: Nur einigen lizenzierten Fischern ist es gestattet auf dem See zu fischen; die Jagd ist – auch wegen der den Boden vergiftenden Bleipatronen – komplett verboten. Mangels Zufahrtswegen bekommen Besucher der Gegend den See kaum zu Gesicht – im Ortsteil Passay der Nachbargemeinde La Chevrolière ist deshalb ein Ecomusée eingerichtet worden.

## Gemeindepartnerschaften
- Radyr, Wales (Vereinigtes Königreich)
- Bickenbach, Hessen (Deutschland)